# Halacritus punctum punctum
Halacritus punctum punctum é uma subespécie de insetos coleópteros polífagos pertencente à família Histeridae.
A autoridade científica da subespécie é Aube, tendo sido descrita no ano de 1843.
Trata-se de uma subespécie presente no território português.